# Ivan Kašić
Ivan Kašić (tal. Giovanni Cassio) (Nin, oko 1620. – Zadar, 27. prosinca 1698.), hrvatski ljetopisac i povjesničar.

## Životopis
Rođen je u Ninu kao potomak zadarsko-ninskog ogranka paške plemićke obitelji Kašića, od oca Ivana Kašića i majke Kamile Zacharia. Doktorirao je pravo u Padovi, zatim je služio u mletačkoj vojsci kao trupni časnik u ratu za Polesine. Za Kandijskog rata odigrao je značajnu ulogu u obrani Nina, a zatim se, nakon što je prošla turska opasnost, zalagao za njegovu obnovu. Od 1656. često je obnašao dužnost savjetnika, a od 1682. – 1692. obnaša dužnost ninskog potkneza.
Ivan Kašić pisac je povijesti Nina i Zadra, koje su izgubljene. Sačuvan je jedino rukopis o stanju Nina iz 1675. Pripisuje mu se pjesničko djelo na hrvatskom jeziku, napisano u povodu razorenja Nina 1648. godine. Ostavio je svojm potomcima bogatu pismohranu i knjižnicu. 
Imao je dvojicu sinova Franu i Julija, ali ih je nadživio. Umro je u Zadru 27. prosinca 1698. godine i bio pokopan u crkvi sv. Dominika. S njim je izumrla zadarsko-ninska grana Kašića.

## Djela
- Povijest Nina (Storia di Nona)
- Povijesna rasprava o gradu Zadru (Storica dissertazione sulla città di Zara)